# ゲリとフレキ

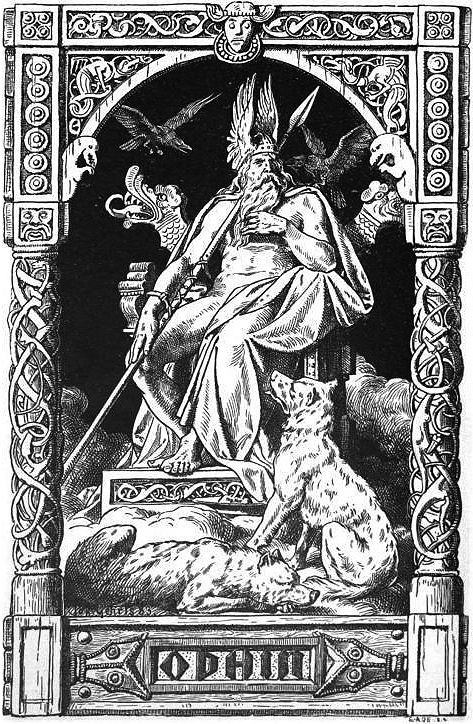
ヨハネス・ゲールツが描いたオーディン。足元にゲリとフレキがみえる。

ゲリ (Geri/Gere) とフレキ (Freki/Freke) は、北欧神話に登場する神オーディンに付き添う一対の狼である。ゲリ、フレキの名はともに「貪欲なもの」の意味と解釈される。
スノリ・ストゥルルソンが書いた『散文のエッダ』第一部『ギュルヴィたぶらかし』第38章には、ヴァルハラにいる時、オーディンが自分の食物をこの狼たちに与えること、なぜならオーディンには食事の必要がないからで、彼はただワインだけで生きていることが簡潔に述べられている。この神話に関するスノッリの情報源は、『詩のエッダ』の『グリームニルの言葉』第19節とされている。

## 『ヒュンドラの歌』での「フレキ」
『詩のエッダ』の『ヒュンドラの歌』第18節においては、女巨人ヒュンドラによって列挙される人間の男性オッタルの祖先の中に、同名の「フレキ兄弟」の名がある。